# 65. National Hockey League All-Star Game
Das 65. National Hockey League All-Star Game fand am 26. Januar 2020 im Enterprise Center von St. Louis im US-Bundesstaat  Missouri statt. Als Gastgeber fungierten somit die St. Louis Blues, die nach 1970 und 1988 ihr drittes All-Star Game austrugen. Das Team der Pacific Division gewann das im Turnierformat ausgetragene All-Star Game, während die im Endspiel unterlegene Atlantic Division in Person von David Pastrňák den MVP stellte.

## Modus
Im Vorfeld des NHL All-Star Games wurden vier Mannschaften gebildet, die jeweils nur aus Spielern einer Division bestehen. Dabei wurde zuerst jeweils ein Spieler jeder Division mittels einer Fan-Abstimmung ausgewählt, der zugleich als Mannschaftskapitän fungiert. In dieser Abstimmung setzten sich David Pastrňák, Alexander Owetschkin, Nathan MacKinnon und Connor McDavid durch, wobei Alexander Owetschkin bereits wenige Tage später verkündete, wie im Vorjahr nicht am All-Star Game teilzunehmen. Darüber hinaus wurde die im letzten Jahr eingeführte Abstimmung zum „Last Man In“ fortgesetzt, in der die Fans einen weiteren, „letzten“ Spieler pro Division ins All-Star Game wählen konnten. In dieser Wahl erhielten Mitchell Marner, T. J. Oshie, David Perron und Quinn Hughes die meisten Stimmen der Fans, während die übrigen teilnehmenden Akteure bereits am 30. Dezember von der NHL verkündet wurden. Demzufolge stellte jede Division einen elf Mann starken Kader, wobei jedes der 31 Franchises mit mindestens einem Akteur vertreten sein sollte; Arizona und Anaheim stellten im Endeffekt jedoch verletzungsbedingt keinen Spieler. Als Teamchefs wurden automatisch die Trainer nominiert, die mit ihren Mannschaften den besten Punkteschnitt in der jeweiligen Division aufwiesen (Stichtag 2. Januar 2020). Da Gerard Gallant von den Vegas Golden Knights in der Zwischenzeit entlassen wurde, rückte Rick Tocchet der Arizona Coyotes in der Pacific Division nach.
Wie im Vorjahr traten in den zwei Halbfinals die jeweiligen Divisionen einer Conference gegeneinander an und ermittelten so die beiden Finalteilnehmer. Jedes der drei Spiele wurde dabei im 3-gegen-3-Modus über jeweils 20 Minuten Spielzeit ausgetragen.
Wie bereits in den Austragungen zuvor wurde auch dieses Jahr am Tag vor dem eigentlichen All-Star Game die NHL All-Star Skills Competition veranstaltet, bei der die Spieler in einzelnen Wettbewerben gegeneinander antraten. Darüber hinaus wurde am gleichen Tag erstmals ein 3-gegen-3-Spiel der Frauen ausgetragen, in dem sich die All-Stars der Nationalmannschaften von Kanada und den Vereinigten Staaten gegenüberstanden. In dieser Begegnung setzte sich Kanada mit 2:1 durch. Die Spielerinnen wurden wie folgt nominiert:
Kanada
- Angriff: Meghan Agosta, Mélodie Daoust, Rebecca Johnston, Sarah Nurse, Marie-Philip Poulin, Natalie Spooner, Blayre Turnbull
- Abwehr: Renata Fast, Laura Fortino
- Tor: Ann-Renée Desbiens
- Trainerin: Jayna Hefford

Vereinigte Staaten
- Angriff: Kendall Coyne Schofield, Brianna Decker, Amanda Kessel, Hilary Knight, Jocelyne Lamoureux, Annie Pankowski, Alex Carpenter
- Abwehr: Kacey Bellamy, Lee Stecklein
- Tor: Alex Cavallini
- Trainerin: Cammi Granato

## Mannschaften
Abkürzungen:
Nat. = Nationalität; Pos. = Position mit C = Center, LW = linker Flügel, RW = rechter Flügel, D = Verteidiger, G = Torwart
Legende:
* – Spieler, die nachträglich als Ersatz nominiert wurden
(R) – Rookies
| #           | Nat.               | Spieler             | Pos. | Team                  |
| Torhüter    |                    |                     |      |                       |
| 31          | Danemark           | Frederik Andersen   | G    | Toronto Maple Leafs   |
| 88          | Russland           | Andrei Wassilewski* | G    | Tampa Bay Lightning   |
| Verteidiger |                    |                     |      |                       |
| 6           | Kanada             | Shea Weber          | D    | Canadiens de Montréal |
| 77          | Schweden           | Victor Hedman       | D    | Tampa Bay Lightning   |
| Angreifer   |                    |                     |      |                       |
| 7           | Vereinigte Staaten | Brady Tkachuk*      | LW   | Ottawa Senators       |
| 9           | Vereinigte Staaten | Jack Eichel         | C    | Buffalo Sabres        |
| 10          | Kanada             | Anthony Duclair     | LW   | Ottawa Senators       |
| 11          | Kanada             | Jonathan Huberdeau  | LW   | Florida Panthers      |
| 16          | Kanada             | Mitchell Marner     | RW   | Toronto Maple Leafs   |
| 59          | Kanada             | Tyler Bertuzzi      | LW   | Detroit Red Wings     |
| 88          | Tschechien         | David Pastrňák – C  | RW   | Boston Bruins         |

| #           | Nat.               | Spieler          | Pos. | Team                  |
| Torhüter    |                    |                  |      |                       |
| 35          | Kanada             | Tristan Jarry*   | G    | Pittsburgh Penguins   |
| 70          | Kanada             | Braden Holtby    | G    | Washington Capitals   |
| Verteidiger |                    |                  |      |                       |
| 3           | Vereinigte Staaten | Seth Jones       | D    | Columbus Blue Jackets |
| 58          | Kanada             | Kris Letang* – C | D    | Pittsburgh Penguins   |
| 74          | Vereinigte Staaten | John Carlson     | D    | Washington Capitals   |
| 74          | Vereinigte Staaten | Jaccob Slavin*   | D    | Carolina Hurricanes   |
| Angreifer   |                    |                  |      |                       |
| 11          | Kanada             | Travis Konecny   | RW   | Philadelphia Flyers   |
| 13          | Kanada             | Mathew Barzal    | C    | New York Islanders    |
| 13          | Schweiz            | Nico Hischier*   | C    | New Jersey Devils     |
| 20          | Vereinigte Staaten | Chris Kreider*   | LW   | New York Rangers      |
| 77          | Vereinigte Staaten | T. J. Oshie      | RW   | Washington Capitals   |

| #           | Nat.               | Spieler              | Pos. | Team                |
| Torhüter    |                    |                      |      |                     |
| 37          | Vereinigte Staaten | Connor Hellebuyck    | G    | Winnipeg Jets       |
| 70          | Kanada             | Jordan Binnington    | G    | St. Louis Blues     |
| Verteidiger |                    |                      |      |                     |
| 27          | Kanada             | Alex Pietrangelo     | D    | St. Louis Blues     |
| 59          | Schweiz            | Roman Josi           | D    | Nashville Predators |
| Angreifer   |                    |                      |      |                     |
| 12          | Kanada             | Eric Staal           | C    | Minnesota Wild      |
| 29          | Kanada             | Nathan MacKinnon – C | C    | Colorado Avalanche  |
| 55          | Kanada             | Mark Scheifele       | C    | Winnipeg Jets       |
| 57          | Kanada             | David Perron         | LW   | St. Louis Blues     |
| 88          | Vereinigte Staaten | Patrick Kane         | RW   | Chicago Blackhawks  |
| 90          | Kanada             | Ryan O’Reilly        | C    | St. Louis Blues     |
| 91          | Kanada             | Tyler Seguin         | C    | Dallas Stars        |

| #           | Nat.               | Spieler            | Pos. | Team                 |
| Torhüter    |                    |                    |      |                      |
| 25          | Schweden           | Jacob Markström*   | G    | Vancouver Canucks    |
| 33          | Tschechien         | David Rittich*     | G    | Calgary Flames       |
| Verteidiger |                    |                    |      |                      |
| 5           | Kanada             | Mark Giordano      | D    | Calgary Flames       |
| 43          | Vereinigte Staaten | Quinn Hughes (R)   | D    | Vancouver Canucks    |
| Angreifer   |                    |                    |      |                      |
| 11          | Slowenien          | Anže Kopitar       | C    | Los Angeles Kings    |
| 19          | Vereinigte Staaten | Matthew Tkachuk    | LW   | Calgary Flames       |
| 29          | Deutschland        | Leon Draisaitl     | C    | Edmonton Oilers      |
| 40          | Schweden           | Elias Pettersson   | C    | Vancouver Canucks    |
| 48          | Tschechien         | Tomáš Hertl*       | C    | San Jose Sharks      |
| 67          | Vereinigte Staaten | Max Pacioretty*    | LW   | Vegas Golden Knights |
| 97          | Kanada             | Connor McDavid – C | C    | Edmonton Oilers      |

### Nachnominierte Spieler
Folgende Spieler wurden ursprünglich für das All-Star Game nominiert, nahmen in der Folge jedoch verletzungsbedingt oder aus persönlichen Gründen nicht teil:
| Nat.               | Name              | Team                  | Pos. | Ersatz             |
| Kanada             | Logan Couture     | San Jose Sharks       | C    | Tomáš Hertl        |
| Kanada             | Marc-André Fleury | Vegas Golden Knights  | G    | Jacob Markström    |
| Vereinigte Staaten | Jake Guentzel     | Pittsburgh Penguins   | C    | Kris Letang        |
| Kanada             | Dougie Hamilton   | Carolina Hurricanes   | D    | Jaccob Slavin      |
| Finnland           | Joonas Korpisalo  | Columbus Blue Jackets | G    | Tristan Jarry      |
| Kanada             | Darcy Kuemper     | Arizona Coyotes       | G    | David Rittich      |
| Vereinigte Staaten | Kyle Palmieri     | New Jersey Devils     | RW   | Nico Hischier      |
| Finnland           | Tuukka Rask       | Boston Bruins         | G    | Andrei Wassilewski |
| Schweden           | Jakob Silfverberg | Anaheim Ducks         | RW   | Max Pacioretty     |
| Russland           | Artemi Panarin    | New York Rangers      | LW   | Chris Kreider      |
| Vereinigte Staaten | Auston Matthews   | Toronto Maple Leafs   | C    | Brady Tkachuk      |

## Spielplan
|  | Halbfinale            | Halbfinale |                   |                  | Finale | Finale |
|  |                       |            |                   |                  |        |        |
|  |                       |            |                   |                  |        |        |
|  | Atlantic Division     | 9          |                   |                  |        |        |
|  | Metropolitan Division | 5          |                   |                  |        |        |
|  |                       |            | Atlantic Division | 4                |        |        |
|  |                       |            |                   | Pacific Division | 5      |        |
|  | Central Division      | 5          |                   |                  |        |        |
|  | Pacific Division      | 10         |                   |                  |        |        |
|  |                       |            |                   |                  |        |        |

### Halbfinale
| 25. Januar 2020 19:15 Uhr (Ortszeit) | Team Atlantic David Pastrňák (0:26) Shea Weber (0:49) Anthony Duclair (6:20) David Pastrňák (8:28) Jonathan Huberdeau (14:48) Victor Hedman (15:47) Anthony Duclair (16:07) David Pastrňák (19:05) Anthony Duclair (19:29) | 9:5 (4:4, 5:1) Spielbericht | Team Metropolitan John Carlson (2:13) Nico Hischier (3:38) T. J. Oshie (5:59) Seth Jones (6:04) Nico Hischier (12:50) | Enterprise Center, St. Louis, Missouri Zuschauer: 18.112 |

| 25. Januar 2020 20:00 Uhr | Team Central Mark Scheifele (5:09) David Perron (7:04) Patrick Kane (7:18) Tyler Seguin (9:39) Patrick Kane (11:37) | 5:10 (4:4, 1:6) Spielbericht | Team Pacific Matthew Tkachuk (2:12) Leon Draisaitl (2:59) Tomáš Hertl (4:42) Quinn Hughes (9:06) Leon Draisaitl (10:46) Matthew Tkachuk (12:42) Leon Draisaitl (13:34) Tomáš Hertl (14:45) Tomáš Hertl (17:06) Tomáš Hertl (18:56) | Enterprise Center, St. Louis, Missouri Zuschauer: 18.112 |

### Finale
| 25. Januar 2020 21:15 Uhr (Ortszeit) | Team Pacific Max Pacioretty (6:05) Elias Pettersson (11:37) Leon Draisaitl (11:44) Elias Pettersson (15:04) Tomáš Hertl (17:24) | 5:4 (1:3, 4:1) Spielbericht | Team Atlantic Victor Hedman (0:24) Jonathan Huberdeau (1:29) David Pastrňák (9:13) Tyler Bertuzzi (13:15) | Enterprise Center, St. Louis, Missouri Zuschauer: 18.112 |